# Domeño
Domeño es un municipio de la Comunidad Valenciana, España.
Situado en el interior de la provincia de Valencia. Debido a la construcción del embalse de Loriguilla en 1979, la localidad fue derruida y el núcleo de población se debió de trasladar varios kilómetros al este, cerca de las localidades de Liria y Casinos. Cuenta con una población de 691 habitantes (INE 2024). Se trata de un municipio castellanohablante, en el que el castellano cuenta con el predominio lingüístico reconocido legalmente.

## Geografía

Localización en la comarca de Los Serranos

El término de Domeño está físicamente dividido en dos partes: el término de "Domeño Viejo", más amplio, es donde se encontraba originalmente la localidad, y una pequeña superficie alrededor del núcleo urbano actual, rodeado totalmente por el término municipal de Liria.
"Domeño Viejo" se encuentra a la orilla de la cabecera del embalse de Loriguilla.
La superficie del término es muy montañosa, con alturas que sobrepasan los 1000 m. como la Umbría Negra (1045 m.). Destacan los vértices geodésicos de tercer orden de Marioneta (740 m.), Bosque (584 m.), Infante (652 m.) y Garrama (385 m.).
El río Turia penetra en el término por el oeste y le afluye, cerca de "Domeño Viejo", el río Tuéjar. La población estaba cercada por los dos ríos que confluyen al pie de la montaña por cuyas faltas se desarrollaba el casco urbano. Drenan el territorio los barrancos del Lobo, de los Diablos, de la Cueva de la Mora y de la Marta.
Abunda la caza menor. Las tierras sin cultivar están pobladas de pinos y monte bajo.
Se tiene acceso, desde Valencia, a través de la carretera provincial CV-35.

### Localidades limítrofes
El término municipal de Domeño limita con las siguientes localidades:
Calles, Chelva, Higueruelas, Liria, Loriguilla, Losa del Obispo y Villar del Arzobispo todas ellas de la provincia de Valencia.

## Historia

### Prehistoria y Edad Antigua
Los vestigios más antiguos encontrados en el término de Domeño quizá se remonten a los siglos VI o V a. C. Se trata de unos sílex de pequeño tamaño tallados que aparecen en la cueva Tormé, situada en la partida del mismo nombre.
La datación corresponde al Epipaleolítico pudiendo perdurar este tipo de herramientas hasta el Neolítico (4500 al 2000 a. C).
De la Edad de Bronce, que se extiende desde 1800 al 500 a. C. son algunas cerámicas y piedras encontradas al pie del monte Tormagal, en la cima del Puntal de los Valientes.
Las tribus ibéricas (a partir del año 500 a. C.) que poblaron lo que hoy es la Comunidad Valenciana eran las de los ilercavones, edetanos y contestanos, que correspondían, de forma aproximada, a las provincias de Castellón, Valencia y Alicante respectivamente. Por tanto, Domeño estaba ubicado dentro de los límites de la Edetania, extensa región que abarcaba desde el Mijares al Júcar, ensanchándose por el noroeste del Ebro. La principal característica de Domeño, denominado por los íberos Damania, es que fue una de las principales ciudades de este territorio cuya capital era Edeta (Liria).
Pertenecientes a poblados ibéricos son los restos que se conservan en los Baños de Verche, de las Fuentecillas de Arriba, en Jórgola Alta y en la ladera este del Tormagal, monte que pareció ser un importante centro de vida durante este tiempo.
También ibéricos son los pequeños vasos, principalmente de tipo caliciforme, aparecidos en la cueva del Colmenar, que debió estar dedicada a algún culto religioso desconocido, ya que las vasijas encontradas parecen tener un carácter ritual, como vasos para libaciones.
Algunos historiadores han situado en Domeño la ceca de Damanium en la que se acuñaron monedas de bronce con epígrafes en letras ibéricas. Sin embargo, investigaciones posteriores consideran que dicha ceca estuvo en territorios del norte peninsular. Con la conquista de Cádiz en el 206 a. C., los romanos acabaron con el dominio cartaginés en España, comenzando la lucha con sus habitantes hasta el 19 a. C., año en que el emperador Augusto consiguió la dominación de Hispania.
La romanización debió ser intensa en el término, encontrándose restos a los pies del Tormagal, donde se halló una inscripción latina en piedra y una moneda de Trajano.
Sobre la época visigoda, tan sólo se conoce que el territorio perteneció a la demarcación del rey Wamba con sede en Domeño (Dominium).

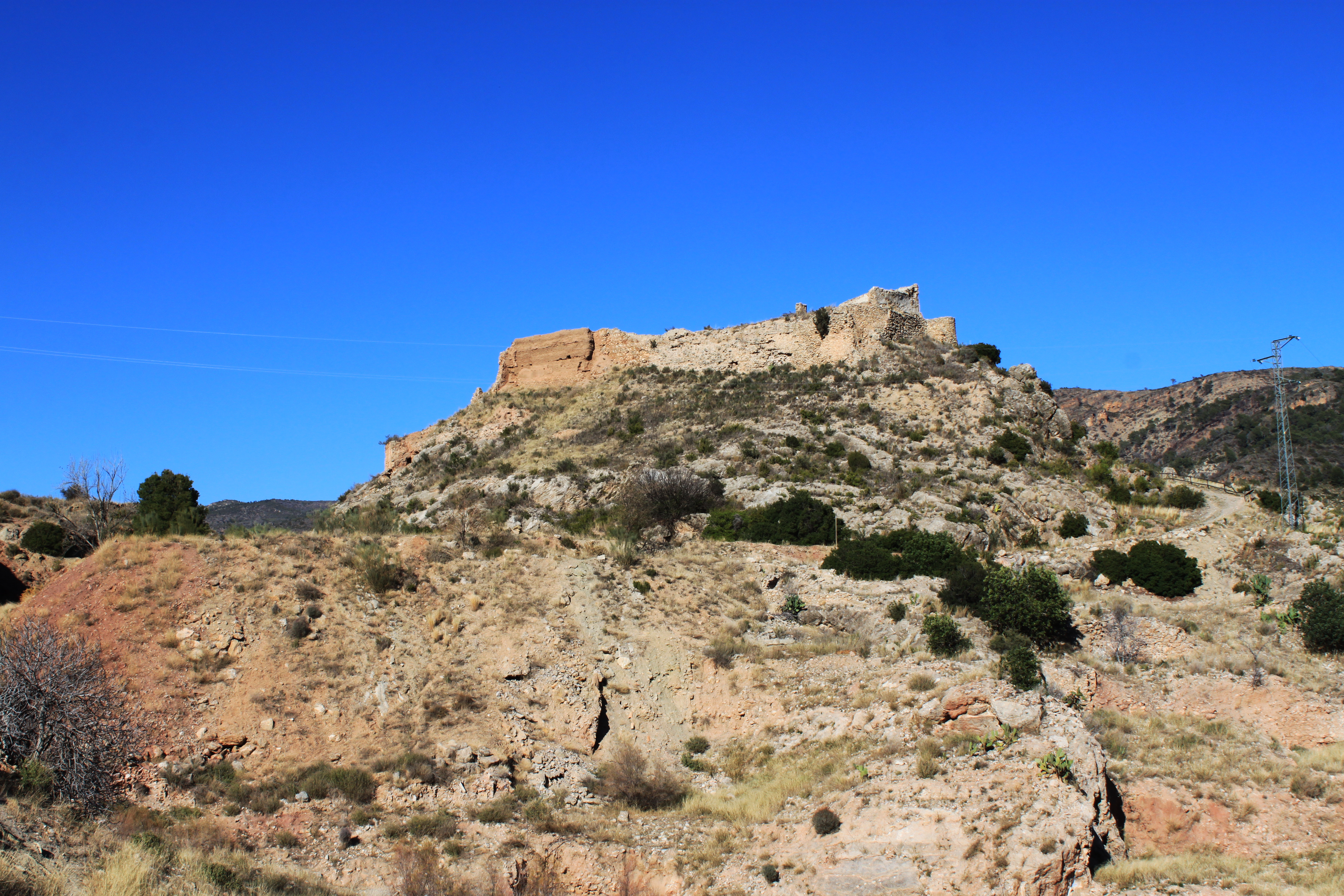
Restos de la Villa vieja de Domeño a los pies del castillo

De origen musulmán, el Castillo se encuentra en lo alto de un cerro pequeño. Fue rehabilitado durante la primera guerra carlista por el general isabelino Aspíroz.
Tras la entrada de Don Jaime I de Aragón en Valencia el 1238, se organizó un ejército cristiano con 6000 efectivos, dividido en tres cuerpos de 2000 combatientes cada uno. El primero se adueñó de Murviedro, Serra, Náquera, Onda, Bejís, Antana y demás pueblos del Mijares; el segundo, se apoderó de Liria, Andilla, Alpuente, Chelva y Chulilla; y el tercero, de Ribarroja, Villamarchante, Benaguacil, Pedralba, Gestalgar y el resto de pueblos de la región que, según lo pactado, pertenecían a Don Jaime.
Con estas divisiones, Domeño quedó integrado en el señorío de Chelva, que pertenecía a Pedro Fernández de Azagra, Señor de Albarracín. A la muerte de Pedro Fernández, pasó este señorío a su hijo primogénito Alvar, de quien, no teniendo descendencia masculina, lo heredó su hija, a quien se casó en 1255 con el Infante Jaime de Jérica. En 1369 Juan Alonso V de Jérica y VII de Loriguilla, cede Domeño y las alquerías de Loriguilla y Calles, así como todas las tierras que los musulmanes poseían, a Martín Gabarda, el Menor, y varios caballeros más.
Sus últimos señores fueron los duques de Villahermosa. Domeño participó activamente durante la guerra carlista y fue asaltado varias veces por las tropas del pretendiente.

### Edad Contemporánea
En la actualidad, se da una situación especial en el municipio ya que existen Domeño Nuevo y Domeño Viejo, siendo el mismo pueblo con diferente situación geográfica. El motivo fue la construcción del embalse de Loriguilla en 1979 que supuso la expropiación del término de Domeño Viejo. El núcleo poblacional fue trasladado principalmente a la población de Marines y a la Masía del Carril en el término de Liria. Más tarde fue concedido al pueblo este enclave de Masía del Carril, pasando a ser el nuevo Domeño, añadiendo este terreno a su término municipal.
Esta situación poco común comenzó con la publicación del BOP del 29 de octubre de 1954 donde la Confederación Hidrográfica del Júcar anunciaba el Proyecto de Replanteo del embalse de Loriguilla, por el que este se internaría en el término municipal de Domeño produciendo la inundación total de las tierras productivas de regadío y molinos, acabando con la posibilidad de subsistencia de sus habitantes.
En un principio, el pueblo no presentó oposición alguna al Proyecto, si bien elaboró un documento donde se propusieron una serie de soluciones centradas principalmente en la indemnización como consecuencia de las pérdidas y el traslado a otro terreno. En este documento, cada vecino otorgaría las tierras que fueran de su propiedad siempre que la expropiación e indemnización se produjeran a la vez y no de forma escalonada; los nuevos terrenos deberían tener características similares a los expropiados; que se adjudicaran los bienes que fueran a constituir el nuevo patrimonio y, por último, que los hijos de los actuales dueños de las tierras y viviendas pudieran acogerse a los mismos derechos que solicitaban sus padres. El número de familias que se vieron afectadas sumaron un total de 250 y la superficie inundada supuso 1776 fanegadas1 (147,58 ha) de la totalidad del término municipal.
En 1962 se recibieron las primeras cédulas de expropiación, pero éstas sólo correspondían a las fincas rústicas afectadas por el embalse y no a la totalidad del casco urbano, lo que provocó la oposición de los vecinos al no ver cumplidas sus peticiones.
Como consecuencia de lo avanzado del proyecto y para evitar cualquier situación de peligro, en 1963 se insta al INC –Instituto Nacional de Colonización– al traslado inmediato del pueblo. De los varios emplazamientos propuestos, el Ayuntamiento del municipio, a través de la firma de un grupo de vecinos, acepta el traslado a la Casa de Campo ubicada en el término de Llíria.
En 1966, 12 años después de la publicación del BOP, el Consejo de Ministros acuerda el desplazamiento total de la población de Domeño excepto los Montes Públicos, comenzando así el expediente de traslado del municipio. Sin embargo, un año más tarde y ya terminadas las obras del embalse, todavía no se había encontrado un emplazamiento definitivo para la población.
No es hasta 1970 cuando se firma un acuerdo de aceptación con el INC para la adquisición del emplazamiento propuesto originalmente por parte de 82 vecinos, quedando la Casa de Campo valorada en 16 millones de pesetas. Se solicita al Ministerio de Agricultura que acelere la adquisición de las nuevas tierras y de la finca, pues algunas familias ya habían tenido que abandonar sus casas y terrenos que habían quedado inundados por el embalse. Esta situación de incertidumbre provoca que un total de 73 vecinos soliciten el traslado a la Masía del Capellà (Marines) creándose una Comisión informativa en el Ayuntamiento para declarar esta zona de interés social. En este momento, se produce la separación del pueblo de Domeño.
El Ministerio anuncia la existencia de lotes vacantes de viviendas y cultivos en la Masía de Chortichelles y la concesión de un crédito de 17 millones de pesetas para adquirir la Masía del Carril (Liria) y, aproximadamente 9 millones de pesetas para la adquisición de la Masía del Capellán (Marines).
En 1978, el alcalde Félix López solicita el apoyo del Gobierno Civil para poder efectuar la compra de las 3 fincas ya que ha transcurrido mucho tiempo desde que se produjo la tasación original de las mismas, en 1962, hasta que se ha concedido el crédito por parte del Ministerio. A su vez, el IRYDA (anterior INC) aprueba la construcción de una estación depuradora de aguas residuales en la Masía del Carril.
Un año más tarde, el nuevo alcalde Ramón Pamblanco, escribe al Consejo del País Valenciano solicitando que los terrenos adquiridos para la ubicación del nuevo pueblo de Domeño se segreguen del término municipal de Llíria. De esta forma, Domeño conservaría su personalidad, identidad social y patrimonio comunal.
Asimismo, también se escribe al arzobispado solicitando que los derechos titulares que pertenecen a la parroquia de Domeño Viejo se trasladen a la Masía del Carril.
El traslado de casi toda la población de Domeño –97 vecinos– finaliza en 1981. En Pleno celebrado el 28 de febrero de 1983 se acuerda el cambio de denominación de la finca Masía del Carril por Domeño del Rey.
Este intento de segregación por parte de Domeño, provoca que el Ayuntamiento de Liria levante una queja por usurpación de funciones, pidiendo que se concreten las competencias de ambos Ayuntamientos. La respuesta del Gobierno Civil es la solicitud al Ayuntamiento de Domeño de todas aquellas alegaciones que estimen oportunas en defensa de sus derechos para la constitución del nuevo municipio Domeño del Rey.
El 7 de octubre de 1987 –RD 161/1987 del Consejo de la Generalitat Valenciana– tras un largo proceso administrativo y previo dictamen favorable del Consejo del Estado, Domeño obtiene su municipalidad como entidad local segregándose totalmente de Liria.
En 1988 el Ayuntamiento de Liria interpone un recurso de reposición, demandando que la Masía del Carril es en realidad un barrio de Liria y Domeño es un enclave del mismo, pero finalmente es desestimado dos años después.
Domeño Nuevo queda pues delimitado por varios caminos, iniciándose en la carretera Valencia-Ademuz a la altura del camino del Azagador del Carril (km 31,5).
Su superficie dibuja un polígono alargado delimitado por la CV-35 y la rambla Castellana.

### Patrimonio Cultural

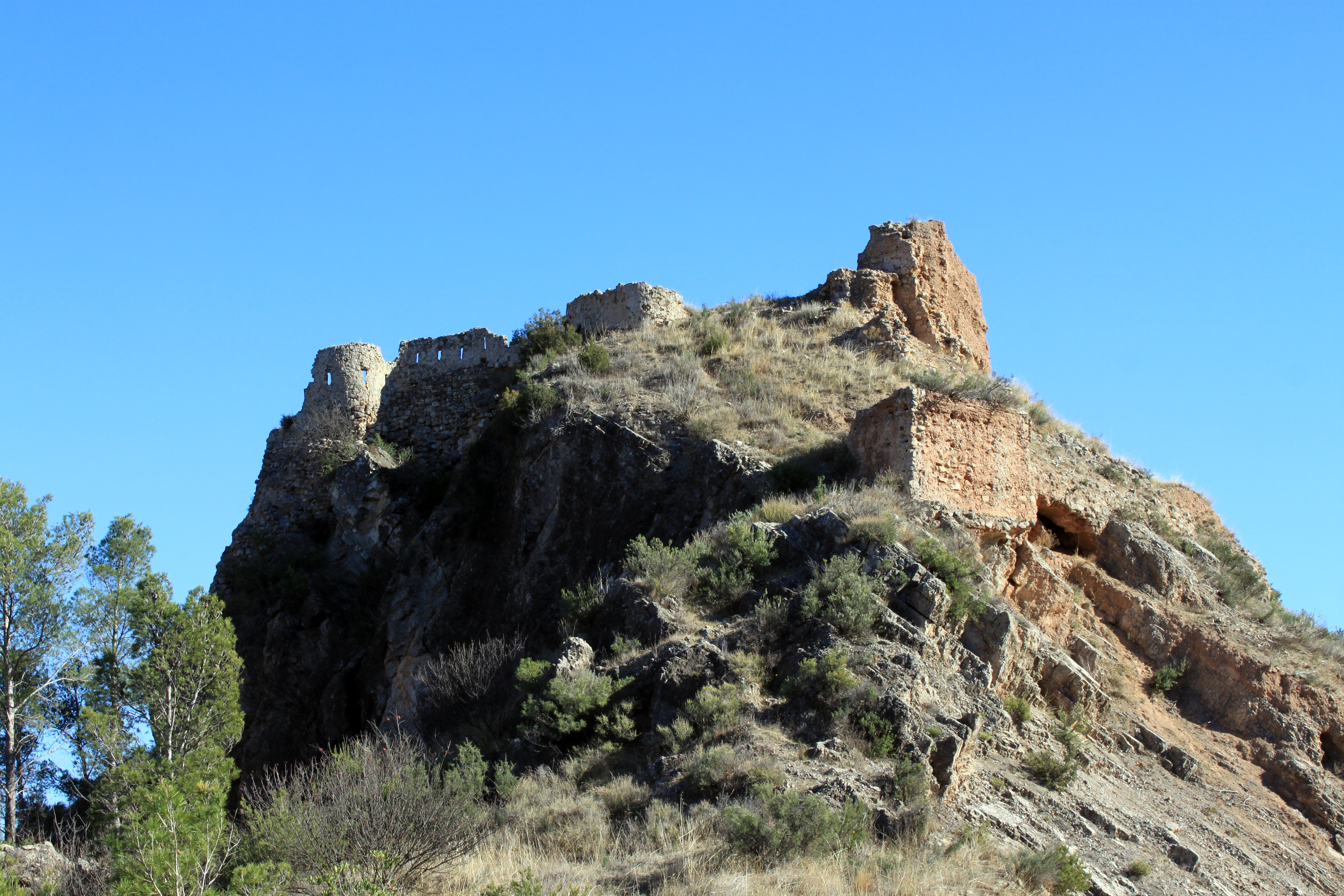
Castillo de Domeño.

Tal como indica la 2.ª modificación de la Ley de Patrimonio Valenciano 5/2007 de 9 de febrero “El patrimonio cultural valenciano está constituido por los bienes muebles e inmuebles de valor histórico, artístico, arquitectónico, arqueológico, paleontológico, etnológico, documental, bibliográfico, científico, técnico, o de cualquier otra naturaleza cultural, existentes en el territorio de la Comunitat Valenciana o que, hallándose fuera de él, sean especialmente representativos de la historia y la cultura valenciana”.
Así, el municipio de Domeño presenta una serie de elementos patrimoniales protegidos por la legislación y recopilados en el Servicio de Patrimonio Cultural de la Conselleria de Cultura.
YACIMIENTOS
Bancales junto a la Casa de la Parra. Punta de Domeño.
Barranco del Arenal. Punta de Verche.
Castillo de Domeño. S-118.
Huerta de Verche. S-119.
La Almajuela. S-120.
La huerta del Portichuelo. S-121.
La Matraquera. S-9.
Fuente: Consejería de Cultura.
BIENES DE INTERÉS CULTURAL
DENOMINACIÓN 
Acueducto de Peña Cortada
Ubicado sobre los términos de Tuéjar, Chelva, Calles y Domeño se localizan los restos de esta obra romana, de la que, si bien no se conoce su datación exacta, se estima entorno al siglo I d. C. o primera mitad del siglo II d. C.
La longitud de los restos hallados es de 28,6 km, siendo comparable a los acueductos romanos más relevantes de España.
La tipología a la que se adscribe es la de Infraestructuras territoriales hidráulicas y el estado en el que se encuentra es incoado desde 1998.
DENOMINACIÓN 
Castillo de Domeño 
Corona un pequeño cerro junto al lugar donde se hallaba la antigua población de Domeño. De origen musulmán, controlaba el paso desde Valencia a las poblaciones de La Serranía. Debió ser abandonado después de la Reconquista, y fue rehabilitado en 1839 durante la primera guerra carlista por el general isabelino Aspíroz.
En la actualidad se encuentra totalmente en ruinas, aunque pueden observarse el recinto amurallado reforzado por torreones, los
basamentos de su torre de homenaje y diversas construcciones.

## Demografía
Domeño cuenta con una población de 691 habitantes (INE 2024).
| Gráfica de evolución demográfica de Domeño entre 1842 y 2021                                                        |
| |
| Población de derecho según los censos de población del INE Población de hecho según los censos de población del INE |

Población
Domeño tiene en la actualidad, según los datos del último padrón municipal de 2008, 744 habitantes, de los que 60 son extranjeros. Del total de población, 385 habitantes son varones, siendo algo menor el número de mujeres, 359.
El estudio de las características de los individuos que componen una población es parte fundamental en el análisis demográfico y tiene un especial interés cuando se trata de utilizarlo para profundizar en el conocimiento de las estructuras sociales o económicas de la misma.
Aunque el término municipal está dividido en dos ámbitos geográficos, la población de Domeño se asienta en un solo núcleo de población principalmente, presentando otros asentamientos de carácter disperso y escaso.
De este modo, y tomando como base los datos proporcionados por el Instituto Nacional de Estadística en el período 2001-2008, se analiza la distribución de los habitantes de Domeño.
En todo el periodo considerado, se observa una tendencia general al crecimiento del número de residentes del término municipal, de forma que el resultado final es un aumento considerable que se traduce en un 45,31 %, principalmente ocurrido desde 2003 a 2008.
La población del municipio de Domeño está constituida por un 51,7 % de hombres y un 48,2 % de mujeres, según datos del año 2008.
Evolución de la población
Domeño contaba en 1975 con 258 habitantes, recuento cuyo número ha ido creciendo paulatinamente, salvo ligeras fluctuaciones poblacionales interanuales, hasta los 744 de 2008.
Si se comparan las cifras con las de la comarca, se observa que Domeño sigue unas tendencias poblacionales muy distintas a las de Los Serranos, pues, frente al estancamiento poblacional comarcal, Domeño ofrece aumentos prácticamente continuos a lo largo del tiempo.
Por consiguiente, el análisis de la evolución de la población en el período 1975-2008 muestra una tendencia general hacia el crecimiento, con un incremento total de la población de 459 habitantes, que supone una tasa total de aumento del 161,05 % en este período.
En el trazado de crecimiento de la población, se observan tres momentos significativos. El primer repunte de 81 habitantes, entre 1975 y 1986; el crecimiento rápido, de 110 habitantes, entre 1990 y 1992 y un crecimiento sostenido a partir de
2003 que conlleva un aumento de 232 habitantes.

## Economía
Predominan los cultivos de secano como: cereales, cebollas y tubérculos. Existen abundantes explotaciones apícolas. También podemos hablar de una incipiente industria en la zona tal como distribución y comercialización de refrescos y de obsequios navideños (la caja de Navidad), así como industria del metal.

## Administración y política
| Periodo   | Nombre                  | Partido   |
| --------- | ----------------------- | --------- |
| 1979-1983 | Ramón Pamblanco Cervera | UCD       |
| 1983-1987 | Vicente Madrid Martínez | PSPV-PSOE |
| 1987-1991 | Vicente Madrid Martínez | PSPV-PSOE |
| 1991-1995 | Vicente Madrid Martínez | PSPV-PSOE |
| 1995-1999 | Vicente Madrid Martínez | PSPV-PSOE |
| 1999-2003 | Vicente Madrid Martínez | PSPV-PSOE |
| 2003-2007 | Vicente Madrid Martínez | PSPV-PSOE |
| 2007-2011 | Vicente Madrid Martínez | PSPV-PSOE |
| 2011-2015 | Francisco Gómez Asensio | PP        |
| 2015-2019 | Francisco Gómez Asensio | PP        |
| 2019-2023 | Francisco Gómez Asensio | PP        |
| 2023-act. | Francisco Gómez Asensio | PP        |

## Fiestas locales
- Fiestas Patronales. Se celebran el 1, 2 y 3 de mayo en honor a San Isidro, Santa Catalina y la Santa Cruz. En Domeño viejo el patrón era San Roque, cambiándose por San Isidro tras el desplazamiento al nuevo pueblo, en concordancia con los vecinos de la Masia del Carril.
- Se celebra también el 25 de noviembre la fiesta de la patrona, Santa Catalina Virgen y Mártir.
- Se celebra en noviembre la festividad de Santa Cecilia por la Sociedad Artístico-Musical Santa Cecilia de Domeño.
- Se celebra además el día de la Municipalidad de Domeño, el 7 de octubre.